# Джанні Маркетті (тенісист)
Джанні Маркетті (італ. Gianni Marchetti; нар. 8 липня 1956) — колишній італійський тенісист.
Найвищу одиночну позицію світового рейтингу — 255 місце досяг 22 грудня 1980, парну — 97 місце — 3 січня 1983 року.
Здобув 1 парний титул.
Найвищим досягненням на турнірах Великого шолома було 2 коло в парному розряді.

## Фінали Гран-прі за кар'єру

### Парний розряд: 1 (1–0)
| Результат | W-L | Дата     | Турнір          | Покриття | Партнер       | Суперники                     | Рахунок       |
| --------- | --- | -------- | --------------- | -------- | ------------- | ----------------------------- | ------------- |
| Перемога  | 1–0 | Вер 1982 | Палермо, Італія | Ґрунт    | Енцо Ваттуоне | Хосе Луїс Даміані Дієго Перес | 6–4, 6–7, 6–3 |

## Титули на челленджерах

### Парний розряд: (1)
| Рік  | Турнір                  | Покриття | Партнер       | Суперники                     | Рахунок       |
| ---- | ----------------------- | -------- | ------------- | ----------------------------- | ------------- |
| 1982 | Мессіна (місто), Італія | Ґрунт    | Енцо Ваттуоне | Едуардо Оста Роберто Віскайно | 6–0, 4–6, 6–2 |